# International Basketball League
La International Basketball League, meglio conosciuta con l'acronimo IBL (da non confondere con l'omonima IBL statunitense, scomparsa nel 2001), è una lega professionistica di pallacanestro internazionale che vede la partecipazione di squadre provenienti da USA, Canada, Cina, Giappone, Corea del Sud e Filippine.

## Storia
Fondata nell'agosto del 2004, la IBL è attiva dall'anno successivo, in cui si è disputato il primo campionato.

### Innovazioni
Le principali novità introdotte dalla IBL rispetto ai canoni della pallacanestro tradizionale sono:
- la immediate imbound rule: dopo un canestro, l'arbitro passa la palla per la rimessa al cestista che gli è più vicino, anziché come nella NBA; in questo modo si velocizza l'azione, evitando perdite di tempo sul cronometro;
- la possibilità di chiamare un solo time out per quarto, anziché sei come nella NBA;
- 22 secondi per concludere in azione, anziché 24 come nella NBA[1].

## Formula
La stagione regolare prende il via ad aprile e termina a giugno, mentre i play-off si svolgono nel mese di luglio.

## Squadre

### Attuali
- Albany Legends
- Battle Creek Knights
- BC Titans
- Bellingham Slam
- Central Oregon Hotshots
- Edmonton Energy
- Holland Blast
- Kankakee County Soldiers

- L.A. Lightning
- Olympia Reign
- Oregon Waves
- Shanxi B. Dragons
- Tacoma Tide
- USA All-Stars
- Vanc. Volcanoes
- Yamhill High Flyers

### Prossime
- Arizona Raptors
- Nevada Pride

- Nippon Tornadoes
- Yakima 2011

## Albo d'oro
- 2005:  Battle Creek Knights
- 2006:  Elkhart Express
- 2007:  Elkhart Express
- 2008:  Bellingham Slam
- 2009:  L.A. Lightning